# Mladika (založba)
Mladika je ena od založb slovenske narodne skupnosti v Italiji, s sedežem v Trstu. Leta 1957 so jo skupaj z istoimensko revijo Mladika (ki še mesečno izhaja) ustanovili krščansko usmerjeni slovenski intelektualci v Italiji z namenom oživitve kulturnega življenja in objavljanja literarnih prispevkov slovenskih avtorjev, ki so bili zatrti pod fašistično Italijo. Založba danes izdaja leposlovna dela za otroke in odrasle, publikacije s področja zgodovine, etnografije, jezikoslovja idr. Pogosto objavljeni avtorji so Alojz Rebula, Boris Pahor, Miroslav Košuta, Bruna Marija Pertot, Pavle Merkù, Marko Sosič, Evelina Umek, Marija Pirjevec, Jasna Jurečič, Vilma Purič, Milan Gregorič in drugi. Mladika je v Trstu registrirana kot zadružno podjetje, je članica krovnega Sveta slovenskih organizacij.